# Reve I
Reve I, o Justo (em georgiano: რევ I მართალი; romaniz.: Rev I Martali) foi um rei (mefe) da Ibéria (nativamente conhecido como Cártlia, ou seja, leste da atual Geórgia) de 189 a 216. Seu reinado inaugurou a dinastia arsácida local.

## Nome

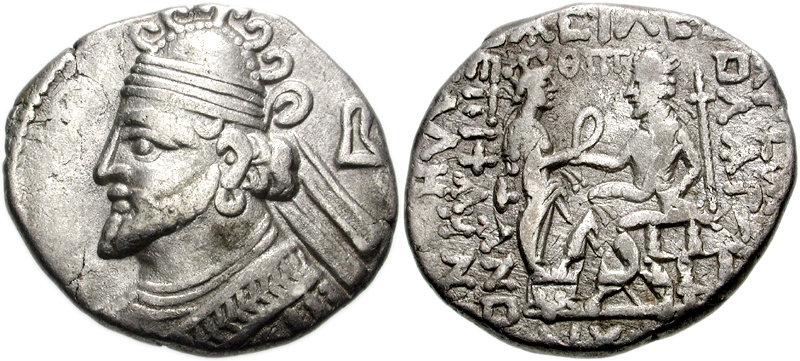
Dracma de

O nome "Reve" deriva do iraniano médio Rēw, que por sua vez derivou do adjetivo avéstico raēva, que significa "rico, esplêndido, opulento". Foi registrado em armênia como Reve (Ռեւ, Ṙew).

## Vida
Reve é conhecido exclusivamente pelos anais georgianos medievais que o designam como filho do rei da Armênia, a quem os historiadores Cyril Toumanoff e Stephen H. Rapp identificam com o arsácida Vologases II (r. 180–191). Reve foi entronizado pelos nobres ibéricos rebeldes que depuseram seu tio materno, Amazaspo II, último dos farnabázidas. Diz-se que Reve se casou com uma princesa "grega", Sefélia, que teria trazido um ídolo de Afrodite à Ibéria, mas não há indicação de que um culto local desta deusa grega tenha existido. A crônica georgiana Vida dos Reis diz que Reve, embora pagão, simpatizava com as doutrinas do cristianismo e passou a ser conhecido como "o Justo" (martali) por seu patrocínio de uma comunidade cristã local embrionária. Toumanoff ilustrou que este apelido é uma tradução direta de diceu, um epíteto frequentemente usado na titulação dos reis arsácidas da Pártia.